# Austrogautieria rodwayi
Austrogautieria rodwayi är en svampart som först beskrevs av George Edward Massee, och fick sitt nu gällande namn av E.L. Stewart & Trappe 1985. Austrogautieria rodwayi ingår i släktet Austrogautieria och familjen Gallaceaceae.   Inga underarter finns listade i Catalogue of Life.